# Furius Antias
Furius Antias était un poète de la Rome antique du IIe siècle av. J.-C., né à Antium.
Selon William Smith, son nom complet était Aulus Furius Antias et c'était lui le poète Furius dont Cicéron dit qu'il était ami avec Quintus Lutatius Catulus, consul en -102.
Aulu-Gelle défend ses néologismes contre le critique Caesellius Vindex.
Macrobe cite plusieurs vers de ses Annales qui auraient été imités par Virgile.
Nietzsche, sans le citer, reprend un de ses vers : increscunt animi, virescit volnere virtus, « La blessure augmente le courage, intensifie la vaillance », dans la préface du Crépuscule des idoles.

## Éditions
- Willy Morel, Fragmenta poetarum latinorum epicorum et lyricorum praeter Ennium et Lucilium, Leipzig, Teubner, 1927. (Rééd. Leipzig 1995).
- Furius Antias (Aulus Furius Antias) [fragmenta in aliis scriptis seruata] ; Bibliotheca Teubneriana Latina.

## Études
(en) W. W. Batstone, The Fragments of Furius Antias, The Classical Quarterly, New Series, Vol. 46, No. 2 (1996), pp. 387-402.